# ماساشی شیگا
ماساشی شیگا (انگلیسی: Masashi Shiga؛ زادهٔ ۲۸ ژانویهٔ ۱۹۳۹) بازیکن بسکتبال اهل ژاپن بود.